# Muriel Matters
Muriel Lilah Matters (12 novembre 1877 - 17 novembre 1969) ou Muriel Matters-Porter, est une suffragette, conférencière, journaliste, éducatrice, actrice, spécialiste de l'éloquence, d'origine australienne. Elle vit en Grande-Bretagne de 1905 jusqu'à sa mort en 1969. Elle est surtout connue pour son travail au nom de la Women's Freedom League, au plus fort de la lutte militante pour le droit de vote des femmes au Royaume-Uni (l'Australie du Sud a donné le vote aux femmes en 1894).

## Jeunesse
Muriel Matters naît le 12 novembre 1877 dans la banlieue du centre-ville de Bowden à Adélaïde, en Australie-Méridionale, dans une grande famille méthodiste. Sa mère, Emma Alma Matters (née Warburton), donne naissance à cinq filles et cinq fils, Muriel étant la troisième plus âgée. Son père, John Leonard Matters, est ébéniste, puis courtier en valeurs mobilières.
Matters passe la majeure partie de sa jeunesse en Australie-Méridionale. À cette époque, la colonie est réputée pour être le premier territoire autonome à accorder aux femmes un droit de vote équivalent à celui des hommes. La législation est adoptée par le gouvernement de Kingston en 1894. Bien que trop jeune pour être directement impliquée, Matters s'imprègne des idées du Mouvement des femmes.
Au cours de son éducation, Matters est présentée à deux personnalités littéraires du XIXe siècle qui se révèlent influentes pour la formation de sa conscience politique. Il s'agit du poète américain Walt Whitman et du dramaturge norvégien Henrik Ibsen, auteur de A Doll's House. Elle suit des cours d'élocution étant enfant et les œuvres de ces deux écrivains figurent en bonne place.
Matters étudie la musique à l'Université d'Adélaïde. À la fin des années 1890, elle commence à jouer et à diriger des récitals, d'abord à Adélaïde, puis à Sydney et Melbourne avec la Robert Brough Company.
À l'époque de la constitution de la Fédération d'Australie, Matters retourne à Adélaïde et enseigne l'éloquence, tout en se produisant pour le public dans de nombreuses salles et salons à travers l'État,,. En 1904, elle quitte une nouvelle fois Adélaïde pour rejoindre sa famille qui s'est installée à Perth, en Australie occidentale. À Perth, elle continue de se produire et des amis industriels l'encouragent à poursuivre sa carrière à Londres. Elle suit rapidement leurs conseils et, à la fin de 1905, âgée de 28 ans, Matters embarque sur le Persic pour se rendre à Londres, en Angleterre.

## Conversion à la cause du droit de vote
Quand Matters arrive à Londres, elle commence à donner quelques récitals et se produit finalement au Bechstein Hall (maintenant appelé Wigmore Hall). Cependant, en raison du grand nombre d'artistes, sa tournée de récitals londoniens est difficile à lancer et Matters doit effectuer un travail occasionnel de journaliste pour gagner sa vie. En tant que journaliste, elle est connue pour avoir interviewé George Bernard Shaw et le prince anarchiste exilé Peter Kropotkin. Matters finit par se produire au domicile de ce dernier et, après son récital, il l'a met au défi d'utiliser ses compétences pour quelque chose de plus utile en déclarant que « l'art n'est pas une fin de vie, mais un moyen ». Matters partage cet avis et elle rejoint la Women's Freedom League (WFL) pour faire avancer la cause des femmes. Elle écrit plus tard que sa rencontre avec Kropotkine « s'est avérée être déterminante à ce moment de ma vie - ma vision mentale entière a changé ». La WFL, dirigée par Charlotte Despard se veut plus démocratique que le mouvement des suffragettes de l'Union sociale et politique des femmes (WSPU) dirigé par les Pankhursts.

## Travailler avec la Women's Freedom League

### Tour en caravane de 1908
Matters fait des discours à Hyde Park. Du début mai à la mi-octobre 1908, Matters est « l'organisatrice responsable » de la première caravane Votes for Women qui fait le tour des comtés du sud-est de l'Angleterre,. Cette tournée démarre à Oxshott et traverse le Surrey, le Sussex, l'East-Anglie et le Kent. Le but de la tournée est de parler de l'émancipation des femmes et d'établir de nouvelles succursales WFL dans la région. Malgré le chahut qui règne parfois, Matters et les autres personnes impliquées, telles que Charlotte Despard et Amy Hicks, atteignent ces deux objectifs. Au cours de cette tournée, Matters rencontre une jeune femme Quaker du nom de Violet Tillard à Tunbridge Wells. Matters reste une proche de Tillard jusqu'à la mort de celle-ci en 1922, à cause du typhus contracté alors qu'elle aide les russes touchés par la famine.

### Incident de grille
Dans la nuit du 28 octobre 1908, la WFL organise une manifestation simultanée devant les chambres du Parlement britannique. Celle-ci doit se tenir devant St Stephen Entrance, dans la cour de la Vieille prison et dans la Chambre des communes. Le but de la manifestation est d'attirer l'attention sur la lutte des femmes et de retirer la « Grille », une pièce de ferronnerie placée dans la galerie des Dames qui obscurcit leur vision des travaux parlementaires. Matters est au cœur de la protestation contre ce symbole de l'oppression des femmes. Elle s'enchaîne à la grille avec une camarade, Helen Fox, et elle commence à proclamer haut et fort les avantages de l'émancipation directement devant les députés.
Bien qu'elles ne soient pas consignées dans le Hansard - le procès-verbal officiel de la Chambre des communes - les déclarations de Matters sont, techniquement, le premier discours d'une femme au Parlement britannique,.
Pendant ce temps, Violet Tillard fait glisser une proclamation aux politiciens situés en-dessous en utilisant des morceaux de ficelle et un homme de la Stranger's Gallery (la galerie des visiteurs) jette des prospectus sur le parquet du Parlement. La police se saisit rapidement de toutes les personnes impliquées mais n'arrive pas à détacher Matters et Fox de la grille. Finalement, la grille est démontée avec les femmes attachées et, une fois transportées dans une salle de comité voisine, un forgeron est désigné pour détacher les militantes de la ferronnerie. N'étant pas inculpées pour cet incident, Matters et les autres femmes impliquées sont bientôt relâchées près de St Stephen's Entrance, où elles rejoignent d'autres membres de la WFL qui manifestent toujours. C'est là que Matters est arrêtée pour « obstruction » alors qu'elle essaye de se précipiter dans le hall du Parlement. Le lendemain, 14 femmes (dont Matters) et un homme sont jugés par le tribunal de police de Westminster. Matters est reconnue coupable d'obstruction volontaire à la police de Londres. Elle est condamnée à un mois de prison à Holloway Gaol,.

### Vol en dirigeable

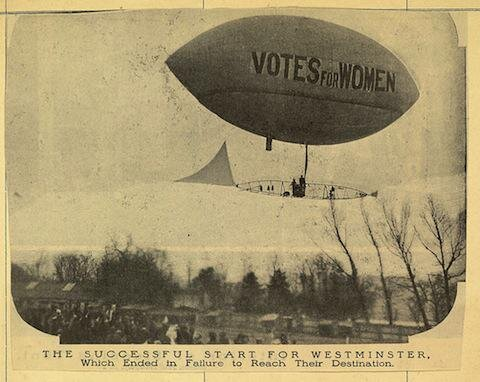
Décollage du dirigeable Votes For Women

Le 16 février 1909, le roi Édouard VII célèbre la cérémonie d'ouverture du Parlement pour l'année à venir. Pour l'occasion, une procession se dirige vers les Chambres du Parlement avec le roi à sa tête. Pour attirer l'attention et promouvoir la cause du suffrage, Matters décide de louer un petit dirigeable (semblable en apparence à un dirigeable moderne) avec l'intention de couvrir le roi et les Chambres du Parlement de brochures WFL. Cependant, en raison de vents défavorables et du moteur rudimentaire qui alimente le dirigeable, elle ne peut pas se rendre au Palais de Westminster. Au lieu de cela, Matters, après s'être envolée de l'aérodrome d'Hendon, fait le tour de la périphérie de Londres en survolant Wormwood Scrubs, Kensington, Tooting pour finalement atterrir à Coulsdon après un voyage d'une heure et demie,. Le dirigeable arborant « Votes for Women » d'un côté et « Women's Freedom League » de l'autre, atteint une hauteur de 3 500 pieds (1 067 mètres). Matériel éparpillé : 56 livres (25 kilogrammes) de prospectus promouvant la cause de la WFL. Les principaux membres de la Ligue, Edith How-Martyn et Elsie Craig, poursuivent le dirigeable en voiture. Son vol fait la une des journaux du monde entier.

## 1910: Première tournée de conférences en Australie
Avant de naviguer vers l'Australie, Matters et sa compagne suffragette Violet Tillard soutiennent la campagne de la Women's Freedom League à Liverpool de janvier à avril 1901. En Australie, de mai à juillet 1910, Matters donne des conférences fondées sur ses expériences en Grande-Bretagne en pour accélérer le changement. Au cours de sa tournée de quatre mois, elle prend la parole à Perth (Literary Hall), Adélaïde (Hôtel de ville), Melbourne (Princess Theatre) et Sydney (King's Hall). Donnant trois conférences dans chaque ville, elle plaide pour une réforme des prisons, un salaire égal pour un travail égal et pour que le droit de vote soit aussi accordé aux femmes de Grande-Bretagne. Accompagnée de Violet Tillard lors de cette tournée, Matters présente au public des photos illustrant son mouvement et porte un fac - similé de sa robe de prison. D'après les articles de journaux couvrant sa visite, elle rencontre un public nombreux et ses performances sont ponctuées de rires et d'applaudissements.

À la fin de sa tournée de conférences, Matters aide Vida Goldstein à obtenir une résolution du Sénat australien décrivant les apports positifs du suffrage féminin pour le pays. La résolution est adoptée et envoyée au Premier ministre Asquith en Grande-Bretagne. 

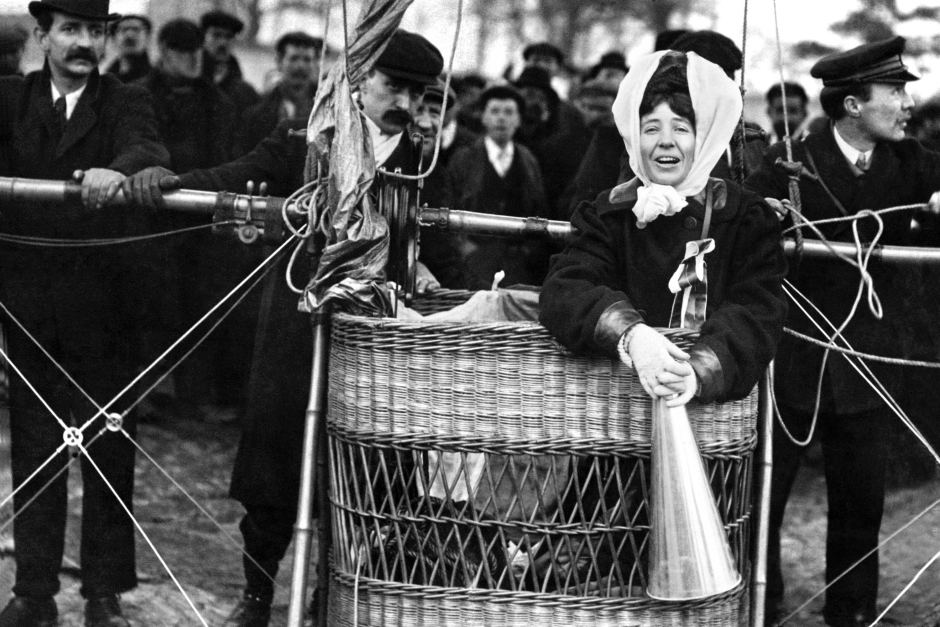
Muriel Matters dans le dirigeable

## Travail à East London
Moins d'un an après le retour de Matters de son pays d'origine, elle s'implique dans le projet « Mothers Arms » dans l'Est de Londres, dirigé par Sylvia Pankhurst. Matters et d'autres femmes engagées travaillent avec des enfants et des mères pauvres résidant dans les bidonvilles de Lambeth, à Londres. Avec les bénévoles, elle éduque les enfants pauvres à la méthode Montessori, en plus de les nourrir et de les habiller. En 1913, Matters veille à ce que la Fédération nationale des mineurs, dominée par les hommes, vienne soutenir le droit de vote des femmes.

## Mariage
En septembre 1913, Matters se fiance avec William Arnold Porter, un dentiste divorcé de Boston, pour la quatrième fois. À cette époque, épouser un divorcé est controversé, d'autant que la rumeur insinue qu'il quitte sa femme pour elle,. Le couple se marie le 15 octobre 1914. Elle prend le nom de Muriel Matters-Porter. Le couple n'a pas d'enfants.

## Objection de conscience à la Première Guerre mondiale
En juin 1915, un an après le déclenchement de la Première Guerre mondiale, Matters affirme son opposition à la guerre dans un discours intitulé The False Mysticism of War (le faux mysticisme de la guerre). En substance, elle fait valoir que la guerre n'est pas un mécanisme efficace pour résoudre les problèmes et que les justifications de la guerre reposent sur de faux motifs. Elle exprime son mécontentement à l'idée que le christianisme soit utilisé comme justification de la guerre, car les origines de la foi ne font aucun appel à la force armée. Pour Matters, on ne peut pas faire confiance à ceux qui préconisent la guerre au gouvernement au nom de principes théologiques : « Car leur dieu est dans leur propre conscience, une édition magnifiée d'eux-mêmes ». Dans son discours, elle réfute les arguments militaristes présentés dans le livre War and the World's Life du colonel Frederic Natusch Maude. Matters questionne aussi l'importance du nationalisme, dont la montée est un facteur central du déclenchement de la guerre qu'elle dénonce. Avec les journaux du jour remplis de listes de soldats morts pour l'honneur et de publicités pour acheter des obligations de guerre, ses arguments sont en conflit avec une société engagée dans une guerre totale. Ce discours est ensuite publié sous forme de pamphlet anti-guerre par le Comité pour la paix de la Société des amis (Quakers) et vendu pour une somme modique.
En juillet 1916, elle rejoint la Women's Peace Crusade à Glasgow et après la guerre elle fait des discours dans les meetings de la Women's International League for Peace and Freedom de Glasgow.

## Méthode Montessori
En 1916, Matters passe un an à Barcelone pour suivre le cours international de l'éducatrice italienne Maria Montessori, qui propose de nouvelles stratégies éducatives, traitant le développement de l'enfant dans son ensemble : physique, social, émotionnel et cognitif,. La neutralité de l'Espagne pendant la Grande Guerre permet à Matters de s'y rendre pour étudier cette approche centrée sur l'enfant, ce qui correspond à son point de vue selon lequel l'éducation doit être un droit universel. À son retour en Angleterre, elle applique cette méthode avec les enfants pauvres de l'Est de Londres. Parfois, elle est invitée à donner des conférences sur les mérites de la méthode Montessori à des étudiants en éducation en Angleterre et en Écosse.

## 1922: Deuxième tournée de conférences en Australie
En 1922, Matters entreprend une deuxième tournée de conférences en Australie, mais cette fois, sa principale préoccupation est de prôner les idées de Montessori auprès des éducateurs de son pays natal. Donnant des conférences à Perth, Sydney, Adélaïde et Melbourne, sa tournée est couverte de près par la presse australienne.

## Candidate pour Hastings
De retour au Royaume-Uni, Matters est choisie pour se présenter comme candidate du Parti travailliste au siège de Hastings aux élections générales de 1924,. Son adversaire est le candidat Conservateur sortant, Lord Eustace Percy. Elle promeut une plate-forme largement socialiste, prônant une répartition plus équitable des richesses, du travail pour les chômeurs et l'égalité des sexes. Pendant l'élection, le frère cadet de Muriel Matters, Leonard Matters, la rejoint dans la campagne. L'expérience de Leonard comme écrivain et journaliste est inestimable pour gérer la relation avec la presse hostile de Hastings (Leonard lui-même devient le député de Lambeth en 1929),. Malgré les efforts de Matters, Lord Eustace Percy est réélu avec une majorité accrue de 9 135 voix, en écho avec la progression des conservateurs dans tout le pays.

Hastings reste un siège conservateur sûr jusqu'à ce qu'un candidat du Parti travailliste le remporte, en 1997. 

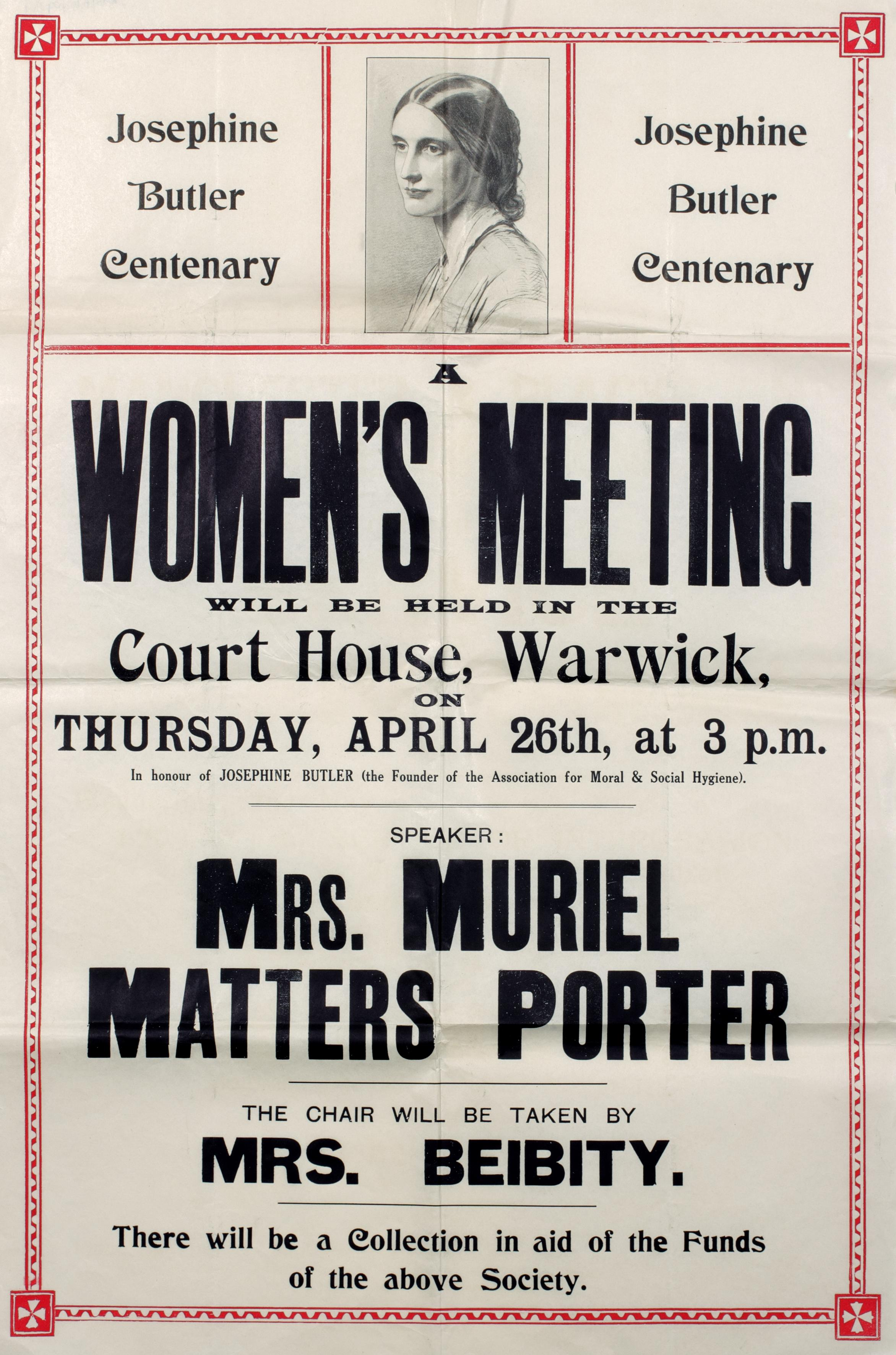
S'adressant aux électeurs en 1928

## Derniers jours
Dans les années qui suivent les élections de 1924, Matters s'installe à Hastings avec son mari. C'est en 1928, quand Matters a cinquante et un ans, que le but qu'elle a toujours poursuivi avec d'autres femmes de Grande-Bretagne est atteint : le suffrage égal pour les femmes comme pour les hommes (le suffrage partiel a été accordé aux femmes en 1918). Plus tard, Matters écrit souvent des lettres aux rédacteurs en chef de journaux, fréquente la bibliothèque locale et s'implique fortement dans la communauté de Hastings. Controversée jusqu'à la fin de sa vie, elle est signalée localement comme se baignant nue à Pelham Beach.
Veuve en 1949, Matters meurt 20 ans plus tard, le 17 novembre 1969, d'une pneumonie à l'âge de 92 ans, à la maison de retraite St Leonards on Sea, Sussex. Après la crémation au Hastings Borough Crematorium le 24 novembre 1969, ses cendres sont dispersées au Jardin des souvenirs.

## Reconnaissance
Matters ne fait pas l'objet de la même reconnaissance en Australie qu'au Royaume-Uni, où elle est interviewée par la BBC en 1939. Mais en 2009, une « Muriel Matters Society » est créée. En 2013, une fiction documentaire Muriel Matters ! est présentée au Festival du film d'Adélaïde et sur la chaîne de télévision ABC1,. Une salle de lecture du Parlement d'Australie du Sud porte son nom. En 2018, une fresque murale de Matters est réalisée à Adélaïde, Australie et un article à son sujet fait un lien entre les combats qu'elle a livrés au mouvement #MeToo d'aujourd'hui.

## Voir également
- Le suffrage féminin au Royaume-Uni